# Андрей Соколов
Андрей Юревич Соколов е френски гросмайстор от руски произход, гросмайстор от 1984 г. Не трябва да бъде бъркан с латвийския международен майстор със същото име.

## Ранни години
Научава се да играе шахмат от баща си Юрий, офицер от съветската армия и кандидат майстор. На шестгодишна възраст, вдъхновение получава под формата на книга за Алехините партии. Вече на 12 години посещава едно от многото шахматни училища в околностите на Москва и понякога посещава легендарния Пионерски дворец. Следва първостепенна подготовка в периода 1975-1982, основно под настойничеството на именития треньор Владимир Юрков.
Алексей Суетин посещава същият спортен клуб („Труд“) и като старши московски треньор наблюдава отблизо прогреса на младежа. Соколов печели второстепенното първенство на Москва през 1981 г., но се представя по-слабо на основното открито първенство, проведено скоро след второстепенния шампионат. Той трябва още да научи тънките похвати в позиционната игра, но вече има много в играта му, на което да се възхищава човек. Суетин го описва като „умен, практичен шахматист... най-много концентриран, лишен от всякаква импулсивност и много упорит в постигането на целите си“.

## Френски период
Мести се във Франция и придобива френско гражданство през 2000 г. Малко не му достига да спечели френското първенство, когато през 2003 г. поделя първата позиция с Жоел Лотие и Етиен Бакро, но губи от Бакро в плейофа. През 2005 г. завършва на втора позиция заедно с четиринайдесетгодешния Максим Вахие-Лаграв, зад Лотие.

## Участия на шахматни олимпиади
Участва на четири шахматни олимпиади. Изиграва 33 партии, печелейки 10 и губейки само пет. Средната му успеваемост е 57,6 процента. Носител е на два отборни златни медала с отбора на Съветския съюз. През 1984 г. побеждава българина Нино Киров в десетия кръг, а през 1986 и 2006 г. почива срещу българския отбор.
| Година | Организатор | Отбор   | Класиране (отборно) | Дъска         |
| 1984   | Солун       | СССР    | 1                   | Втора резерва |
| 1986   | Дубай       | СССР    | 1                   | Трета         |
| 2002   | Блед        | Франция | 24                  | Трета         |
| 2006   | Торино      | Франция | 7                   | Трета         |